# Theodor I. (Morea)
Theodor I. Palaiologos (griechisch: Θεόδωρος Α Παλαιολόγος,Theodōros I. Palaiologos) (* 1355; † 24. Juni 1407 in Konstantinopel) war byzantinischer Despot von Morea von 1383 bis 1407. Er war der vierte Sohn des byzantinischen Kaisers Johannes V. Palaiologos und seiner Frau Helena Kantakouzena. Sein Großvater mütterlicherseits war der ehemalige Kaiser Johannes VI. Kantakuzenos. Seine älteren Brüder waren Kaiser Andronikos IV. und Manuel II.

## Leben
1376 wurde Theodor I. Palaiologos, der bereits den Titel despotēs trug, von seinem Vater damit beauftragt, in Thessaloniki die Macht zu übernehmen. Bevor er jedoch sein Amt antreten konnte, wurde er verhaftet und von seinem ältesten Bruder zusammen mit seinem Vater und seinem Bruder Manuel in den Turm des Anemas am Blachernen-Palast gebracht. Diese Gefangenschaft dauerte über die gesamten Regierungszeit Andronikos von 1376 bis 1379. Bald nach der Rückkehr von Johannes V. auf den Thron in Konstantinopel, beauftragte Manuel ihn erneut mit der Regierung in Thessaloniki, und Theodor reiste nach Morea.
Die Morea war auch nach der Abdankung Kaisers Johannes VI. im Jahr 1354 in den Händen von Manuel Kantakuzenos, seinem jüngeren Sohn geblieben. Manuel Kantakuzenos starb 1380. Sein Nachfolger wurde sein älterer Bruder, der ehemaligen Mitkaiser Matthaios Kantakuzenos, der 1383 starb oder in den Ruhestand trat. Zu dieser Zeit wurde Theodor zum Despoten der Morea ernannt, aber Matthäus war es gelungen, kurz zuvor seinen Sohn Demetrios I. Kantakuzenos als Despoten einzusetzen. Theodor I. Palaiologos traf 1383 in der Morea ein und ergriff Besitz von der Provinz.
Der junge Despot begann bald Kriege zur territorialen Erweiterung seines Herrschaftsbereiches zu führen. Seine militärischen Kampagnen waren die wohl erfolgreichsten byzantinischen Militäroperationen seit der Annexion großer Teile Thessaliens und des Epirus durch seinen Großvater väterlicherseits Andronikos III. Palaiologos im 14. Jahrhundert. Zur Steigerung der Kampfkraft seiner Armee förderte Theodor zwischen 1398 und 1404 die Ansiedlung von albanischen Volksstämmen in der Morea, und rekrutierte sie als Söldner (Stratioten) im Kampf gegen die lokalen Grundbesitzer, gegen die lateinischen Gebiete die an seine Provinz grenzten, und gegen die fortschreitende Eroberung durch das Osmanische Reich.
Theodors erste Erfolge kamen 1388, bald gefolgt von seiner Eroberung von Argos. Die Republik Venedig intervenierte jedoch und übernahm wieder die Kontrolle über Argos, bot aber auch Patras ihren Schutz an. Die Situation wurde 1394 mit der Unterzeichnung eines Militärbündnisses zwischen dem Despotat Morea und Venedig entschärft. Bayezid I. der Sultan des Osmanischen Reiches hatte begonnen, seine Kontrolle über die Balkanhalbinsel auszudehnen und die beiden Rivalen um die Kontrolle über den Peloponnes mussten sich gegen eine mögliche Invasion durch die Osmanen rüsten. Die neue Allianz wurde von der Entscheidung zum Bau einer Befestigungsmauer über den Isthmus von Korinth begleitet.
Das militärische Genie von Theodor I. Palaiologos wurde bald offensichtlich. Er schlug die eindringenden osmanischen Truppen zurück, führte erfolgreiche Gegenangriffe durch und erobert Korinth (1395) sowie Athen (1396). Seine Siege erregten die Aufmerksamkeit von Bayezid I und er begann, Theodor als einen gefährlichen Gegner zu betrachten. Bayezid führte persönlich eine umfassende militärische Invasion gegen die Morea.
Im Gegensatz zu seinem älteren Bruder Manuel II., versuchte Theodor nicht zu verhandeln und kämpfte weiter bis zum Ende. Als er nicht mehr in der Lage war zu verhindern, dass Mystras und Korinth unter osmanische Kontrolle gerieten, bot Theodor beide Städte (Korinth 1397, Mystras 1400) dem Malteserorden in Rhodos an. Dies gewährleistete anhaltenden Widerstand gegen die Osmanen, wenn auch nicht unter seiner eigenen Kontrolle.
Am Ende bewährt sich seine Strategie. Bayezid I. erklärt den Peloponnes zur osmanischen Provinz, versäumte aber vor dem Abbruch seiner Kampagne und der Rückkehr in seine Hauptstadt Edirne die vollständige Kontrolle über das Gebiet zu etablieren. Theodor gelang es bald, die Kontrolle in der Morea und den meisten seiner früheren Eroberungen zurückzugewinnen. Als 1404 ihre Hilfe nicht mehr benötigt wurde, gaben ihm die Malteserritter Mystras und Korinth zurück.
1400 wandte Bayezid I. seine Aufmerksamkeit wieder Konstantinopel zu und belagerte die Stadt. Manuel II. schaffte es, zusammen mit den meisten Mitgliedern der kaiserlichen Familie aus seiner Hauptstadt zu entkommen. Er reiste nach Westeuropa um Hilfe zu erbitten. Währenddessen ließ er seine Familie unter dem Schutz Theodors zurück. Theodor gab seiner Verwandtschaft in seiner neuen Provinzhauptstadt Monemvasia eine sichere Zuflucht.
Theodor hatte 1384 Bartolomea Acciaiuoli geheiratet, eine Tochter des Herzogs Nerio I. Acciaiuoli von Athen. Es ist nicht bekannt, ob das Paar Nachkommen hatte. Kurz vor seinem Tod trat Theodor unter dem Namen "Theodoret" in einen Mönchsorden ein. Er starb am 24. Juni 1407. Das Problem seiner Nachfolge wurde behoben, indem Manuel II. seinen eigenen minderjährigen Sohn Theodor II. Palaiologos als neuen despotēs von Morea benannte.
Einige Quellen erwähnen eine Tochter Theodors als Ehefrau von Süleyman Çelebi, dem Sultan von Edirne Sultan während des Osmanischen Interregnums.